# Miyamae
Miyamae (jap. 宮前区 Miyamae-ku) – jedna z 7 dzielnic Kawasaki, miasta w prefekturze Kanagawa, w Japonii.
Dzielnica została założona 1 lipca 1982 roku przez wydzielenie części dzielnicy Takatsu. Położona jest w środkowej części miasta. Graniczy z dzielnicami Tama, Takatsu, Asao, Aoba i Tsuzuki. Na terenie dzielnicy znajduje się St. Marianna University School of Medicine.